# VVV 戰機少女
《VVV 戰機少女》是Compile Heart於2020年8月6日發售的PlayStation 4的遊戲平台。傑仕登於2020年12月24日在推出正體中文版。

## Vtuber
來源：

### hololive
時乃空

萝卜子

樱巫女

白上吹雪

湊阿庫婭

癒月巧可

戌神沁音

白銀諾艾爾

寶鐘瑪琳

### 战斗吧歌姬！
伊莎贝拉·霍利

卡缇娅·乌拉诺娃

墨汐

罗兹·巴蕾特

神宮司玉藻

李清歌

### 電子妖精企劃
光矢輝

香桃紅

流琉蒼

花草不思議

狐火白乃

狐火黒乃

### 遊戲部企劃
夢咲楓

風見涼

櫻樹米莉亞

道明寺晴翔

### 青桐高校（）
音靈魂子

水菜月夏希

石狩明里

### HORROR ACADEMIANs（）
梅德溫・托利斯

朝倉・匹斯

岩清水琴子

### WACTOR
日月咪玉

御劍莉亞

木暮Piyoko

### iNSIDE醬
iNSIDE醬Mark1

iNSIDE醬Mark2

THEe / iNSIDE醬Mark3

### 朝之姐妹企劃
朝之琉璃

朝之茜

### 其他
赤月優虹

魔王瑪格蘿娜

兔鞠瑪麗

屆木羽華

茜菲爾・伊瑟爾

天神子兔音

Pinky Pop Hepburn

犬山玉姬

響木青

Ponpoko
ロード画面では、ピーナッツくんと一緒に登場する。
花生君

紅心大人

孤高噩夢-nightmare-

伊露愛心
斗和奇蹟
絆愛

### SHOWROOM出演争奪イベント入賞枠
紡音零

水瀨Sia

一條Aria

白雪Mashiro

## 主題曲
片頭曲「∞（unlimited）」
作詞、作曲、編曲：Jin；主唱：MEWTRAL

## 外部連結
- 官方网站：日文版、中文版